# Leunhan
Leonhan (en francès Léognan) és un municipi francès situat al departament de la Gironda i a la regió de la Nova Aquitània.

## Demografia
| 1962                                       | 1968  | 1975  | 1982  | 1990  | 1999  | 2007  |
| ------------------------------------------ | ----- | ----- | ----- | ----- | ----- | ----- |
| 2.674                                      | 3.044 | 5.141 | 7.737 | 8.008 | 8.269 | 8.967 |
| Des de 1962: població sense dobles comptes |       |       |       |       |       |       |

## Administració
| Període | Identitat    | Partit |
| ------- | ------------ | ------ |
| 1995-   | Bernard Fath | PS     |

## Agermanaments
- Peralta
- Joane (Vila Nova de Famalicão)
- Castagneto Carducci